# Arrancourt
Arrancourt  [aʁɑ̃kuʁ] je francouzská obec v departementu Essonne, v regionu Île-de-France, 59 kilometrů jihozápadně od Paříže.

## Geografie
Sousední obce: Saint-Cyr-la-Rivière, Abbéville-la-Rivière, Estouches a Sermaises.

## Vývoj počtu obyvatel
Počet obyvatel